# Ferrari (James Hype e Miggy Dela Rosa)
Ferrari è un singolo del DJ britannico James Hype e del cantante britannico Miggy Dela Rosa, pubblicato il 15 marzo 2022.

## Descrizione
Il brano contiene un sample di I Need a Girl (Part Two) di P. Diddy e Ginuwine (2002).

## Tracce
Testi e musiche di James Edward Lee Marsland, Josh Grimmett, Johannes Shore, Michele Carmine, Sean Combs, Chauncey Hawkins, Adonis Shropshire, Michael Carlos Jones, Frank Romano e Mario Winans.
Download digitale
1. Ferrari – 3:05

Download digitale – Oliver Heldens Remix
1. Ferrari (Oliver Heldens Remix) – 3:08

Download digitale – Acoustic
1. Ferrari (Acoustic) – 2:21

Download digitale – Remix
1. Ferrari (feat. Lazza) – 2:52

## Classifiche

### Classifiche settimanali
| Classifica (2022-23) | Posizione massima |
| -------------------- | ----------------- |
| Australia            | 29                |
| Austria              | 4                 |
| Belgio (Fiandre)     | 1                 |
| Belgio (Vallonia)    | 7                 |
| Bielorussia          | 136               |
| Bulgaria             | 3                 |
| Canada               | 69                |
| Croazia              | 4                 |
| Danimarca            | 7                 |
| Estonia              | 20                |
| Francia              | 74                |
| Germania             | 4                 |
| Grecia               | 4                 |
| Irlanda              | 8                 |
| Islanda              | 23                |
| Italia               | 1                 |
| Kazakistan           | 156               |
| Lituania             | 8                 |
| Lussemburgo          | 4                 |
| Moldavia             | 6                 |
| Paesi Bassi          | 1                 |
| Polonia              | 3                 |
| Portogallo           | 25                |
| Regno Unito          | 6                 |
| Repubblica Ceca      | 13                |
| Romania              | 8                 |
| Russia               | 2                 |
| Slovacchia           | 2                 |
| Svizzera             | 2                 |
| Ucraina              | 137               |
| Ungheria             | 3                 |

### Classifiche di fine anno
| Classifica (2022) | Posizione |
| ----------------- | --------- |
| Austria           | 35        |
| Belgio (Fiandre)  | 6         |
| Belgio (Vallonia) | 30        |
| Danimarca         | 49        |
| Germania          | 23        |
| Italia            | 13        |
| Lituania          | 40        |
| Paesi Bassi       | 4         |
| Regno Unito       | 63        |
| Russia            | 31        |
| Svizzera          | 20        |
| Ungheria          | 20        |
| Classifica (2023) | Posizione |
| Danimarca         | 19        |
| Estonia           | 162       |
| Germania          | 55        |
| Italia            | 53        |
| Moldavia          | 32        |
| Paesi Bassi       | 96        |
| Portogallo        | 183       |
| Russia            | 74        |
| Svizzera          | 34        |
| Classifica (2024) | Posizione |
| Moldavia          | 123       |